# Полянська Гута
Полянська Гу́та — село в Україні, у Ужгородському районі Закарпатської області, орган місцевого самоврядування — Тур'є-Полянська сільська рада. Населення становить 465 осіб (станом на 2001 рік). Село розташоване на сході колишнього Перечинського району, за 18,9 кілометра від міста Перечин.

## Географія
Село Полянська Гута лежить за 18,9 км на схід від міста Перечин, колишнього районного центру, фізична відстань до Києва — 571,9 км.
На північ від села бере початок річка Звур, яка у його межах тече на південний схід.[джерело?]

## Історія
Село відоме із XVI століття
У село Полянська Гута раніше вела вузькоколійка, яка обслуговувала як потреби склозаводу, так і лісорозробки, і видобуток будівельних матеріалів в місцевому кар'єрі. Вона була демонтована в 1960-х роках. Сьогодні від неї залишився тільки фрагмент залізничної виїмки і насипу. Згортання виробництва скла в Полянській Гуті сталося на у ХХ ст. У селі ще пам'ятають імена керівників заводу початку минулого століття: керуючий хтось Коцбарон і його заступники угорець Ференц Кошут. Місцеві краєзнавці стверджують, що завод був зруйнований в 1930-х.
Припинення гутництва пояснюється двома факторами: вичерпанням запасів деревини і розвитком більш вдосконаленних технологій скловаріння на основі кам'яного вугілля, потім природного газу.
Обезліснення гірські схили навколо сіл — наочне тому підтвердження.

## Населення
Станом на 1989 рік у селі проживали 473 особи, серед них — 231 чоловік і 242 жінок.
За даними перепису населення 2001 року у селі проживало 465 осіб. Рідною мовою назвали:
| Мова       | Кількість осіб | Відсоток |
| ---------- | -------------- | -------- |
| українська | 464            | 99,78 %  |
| російська  | 1              | 0,22 %   |

## Політика
Голова сільської ради — Окогріб Мар'яна Юріївна, 1969 року народження, вперше обрана у 2010 році. Інтереси громади представляють 16 депутатів сільської ради:
| Партія            | Кількість депутатів | Відсоток |
| ----------------- | ------------------- | -------- |
| самовисування     | 11                  | 68,75 %  |
| «Партія регіонів» | 4                   | 25,00 %  |
| «Сильна Україна»  | 1                   | 6,25 %   |

## Релігія

### Дзвіниця
У селі стоїть проста каркасна дзвіниця під шатровим верхом. Дзвіницю тричі переносили, що, можливо, вплинуло на її первісний вигляд. У селі припускають, що дзвіницю правдоподібно спорудив Василь Гутник — найкращий на той час тесля. В 1992 р. в селі збудували муровану православну церкву всіх святих, але традиційно храмове свято тримають на св. Дмитрія.

### Церква Всіх святих
Майстер Юрій Сеґедій очолив спорудження простої базилічної церкви — першої в селі. З ним працювали Іван Сеґедій, Михайло Штулер, Юрій Штулер, Михайло Фальч. Іконостас зробили різьбярі зі Сваляви. Над входом написано дату — 1991 р. Поряд кладовище, на початку якого стоїть чудовий різьблений дерев'яний хрест з ініціалами К V та датою — 1947. Такі хрести традиційно ставляться на кладовищах та при дорогах.

## Туристичні місця
- храм Всіх святих
- залишки давнього склозаводу
- мінеральні джерела